# Danielle Collobert
Danielle Collobert (Rostrenen, Costas de Armor, Francia, 23 de julio de 1940-París, ibídem, 23 de julio de 1978.) fue una autora francesa, poeta y periodista.

## Biografía

Emblema de Algeria en la época en la que Collobet formó parte del Frente de Liberación.

Su madre era maestra y se vio obligada a vivir en un pueblo vecino. Collobert se crio en la casa de sus abuelos, donde su madre y su tía venían a visitarla siempre que podían. Ambas formaron parte de la Resistencia francesa.
En 1961, habiendo abandonado sus estudios universitarios, Collobert trabajó en la Galerie Hautefeuille de París, donde escribió Tótem y muchos otros textos que tres años más tarde formaron parte de su libro Meurtre (Asesinato). En abril del mismo año, publicó con sus propios fondos Cánticos des Guerres (Canciones de Guerra) con Pierre-Jean Oswald como editor.
Collobert fue militante del Frente de Liberación Nacional de Argelia y se implicó en misiones de este país. Tras un exilio autoimpuesto en Italia de mayo a agosto de 1962,  regresó para colaborar con la revista argelina Révolution Africaine hasta que la revista dejó de publicar durante la presidencia de Ahmed Ben Bella. Tras el rechazo de la editorial de Les Éditions de Minuit, fue apoyada por Raymond Queneau, que dirigió la editorial Gallimard publicando Meurtre en 1964.
Tras incorporarse en la Unión de Escritores en mayo de 1968, realizó viajes hacia Checoslovaquia durante el movimiento soviético de la Primavera de Praga continuamente desde 1970 hasta 1976. Sus viajes marcaron una gran influencia en sus escrituras más tardías. En 1978,  le pidió a Uccio Esposito-Torrigiani que tradujese su última obra, la irónicamente titulada Survie (Supervivencia), en italiano. Según algunas fuentes,  quería publicarlo tan rápido como fuese posible. Survie salió a finales de abril y Collobert se suicidó el día de su cumpleaños, tres meses más tarde, en un hotel en la rue Dauphine de París.
Danielle Collobert fue una escritora experimental y escribió poemas en prosa en un inquietante estilo pesimista, tenso y duro. Su trabajo mostró una obsesión con la muerte como el destino de la humanidad, la ambigüedad de género, los viajes y la locura.